# Massagem da próstata

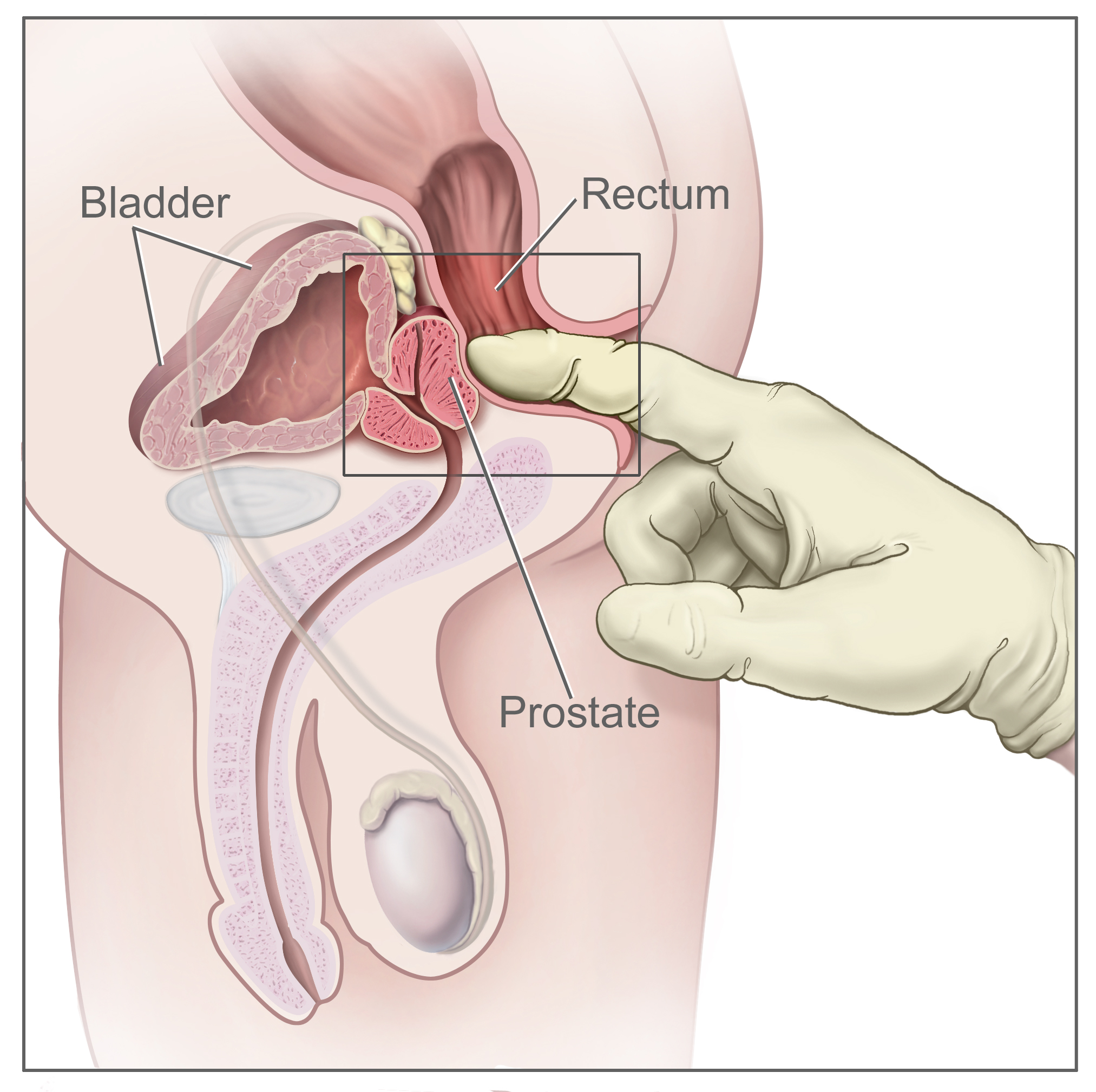
Exame retal sendo realizado, com a polpa digital do examinador em contato com a projeção da próstata na parede do reto.

Fio terra ou massagem da próstata é uma prática sexual que consiste na introdução de um ou mais dedos, ou algum outro estimulador, no orifício anal durante o ato sexual.
Esta prática é tida como um tabu para alguns homens. No entanto, pode ser bastante estimulante, devido à proximidade da próstata e às inúmeras terminações nervosas. A próstata é considerada por muitos como o correspondente do ponto G masculino.
A estimulação prostática pode provocar um orgasmo sem ter relação com a estimulação do pênis.